# Nové canterburské povídky a jiné příběhy
Nové canterburské povídky je povídkový soubor Josefa Škvoreckého. Ačkoliv byl psán již v letech 1943–1947, vydání se dočkal až roku 1996. 
Povídkový soubor obsahuje deset válečných příběhů, které si na tzv. jam session (setkání s programem a hudbou) vyprávějí členové jazzové kapely a jejich vrstevníci. Inspirací jim byla četba Chaucerových Canterburských povídek. Název souboru je tedy přímým odkazem na zmíněné dílo anglického literáta. Některá vyprávění obsahují židovskou tematiku.